# Thisbe ucubis
Thisbe ucubis – gatunek motyla z rodziny wielenowatych. Zamieszkuje krainę neotropikalną.
Gatunek ten po raz pierwszy opisany został w 1870 roku przez Williama Chapmana Hewitsona pod nazwą Uraneis ucubis. Jako lokalizację typową autor ten wskazał stan Pará w Brazylii, jednak jest ona podawana w wątpliwość, jako że znajduje się poza poznanym zasięgiem gatunku.
Motyl ten osiąga od 30 do 40 mm rozpiętości skrzydeł, przy czym samice są większe od samców. Czułki są długie i cienkie. Tło obu par skrzydeł po obu stronach jest połyskująco granatowoniebieskie, miejscami z odcieniem zielonym. Brzegi skrzydeł u samicy są silniej zaokrąglone. Wzdłuż zewnętrznych brzegów skrzydeł obu par z obu ich stron występuje szereg białych plam o kształcie podługowatym do klinowatego, umieszczonych pomiędzy żyłkami. Plamy te u samic są większe niż u samców. Samice mają również wyraźniejszą, białą strzępinę na brzegach skrzydeł.
Owad ten zasiedla lasy tropikalne. Owady dorosłe latają za dnia. Przypuszczalnie wykazują mimikrę względem aktywnych za dnia mrocznicowatych z podrodziny Aganainae.
Gatunek neotropikalny, rozprzestrzeniony od Kostaryki przez Panamę po Kolumbię.